# Centrale hydro-éolienne
Une centrale hydro-éolienne est une unité de production d'électricité combinant des aérogénérateurs, une ou plusieurs retenues hydrauliques pour le stockage et des générateurs hydroélectriques.

Les retenues et la station hydro-électrique jouant alors le rôle d'une station de stockage d'énergie dédiée dès la conception du projet l'ensemble autorise pratiquement une production continue autonome, palliant le défaut inhérent aux fluctuations de la force du vent. 

## Principe
Une ferme éolienne génère de l'électricité grâce à des aérogénérateurs. L'électricité est envoyée sur le réseau local et le surplus permet de pomper de l'eau vers une retenue d'altitude. 
Une évaluation des besoins locaux en électricité et de la ressource éolienne (force et régularité des vents) mène à dimensionner les retenues et la puissance de l'unité hydroélectrique de façon à couvrir au mieux la consommation, même lors de vents faibles.

## Réalisations
La première réalisation d'une centrale hydro-éolienne a été initiée en Espagne en 2003 pour équiper l'île de El Hierro aux îles Canaries. Elle est prévue d'être mise en service à l'été 2014. La centrale d'El Hierro est conçue pour assurer l'autonomie énergétique de l'île et de ses 11 000 habitants permanents. Elle se substituera à l'actuelle centrale thermique à fioul. Les excédents de production électrique seront consacrés au dessalement de l'eau de mer.
L'île voisine de Tenerife va également construire une ferme hydro-éolienne (de 150 MW), de même que l'île d'Ikaria en Grèce. Un projet de 300 MW est également en cours sur l'archipel d'Hawaï, aux États-Unis.

### Sources
- (en) « 300 MW Energy-Storage Project Planned For Hawaii », sur www.renewgridmag.com, Renew Grid, 16 décembre 2010 (consulté le 7 janvier 2013)
- (es) « Endesa propone una central ecológica en el Norte », sur www.laopinion.es, La Opinión de Tenerife, 20 février 2011 (consulté le 7 janvier 2013)
- Voir également les sources liées à la centrale hydro-éolienne d'El Hierro